# Рафаїл Бедрос XXI Мінассян
Рафаїл Бедрос XXI, I.C.P.B., Рафаїл Петро XXI, в миру — Рафаїл Франсуа Мінассян (нар. 21 листопада 1946, Бейрут) — патріарх Вірменської католицької церкви, архиєпископ-митрополит Бейрута з 23 вересня 2021 року.

## Життєпис
Рафаїл Бедрос ХХІ Мінассян народився 24 листопада 1946 року в Бейруті у сім'ї вірмен католиків. Після навчання у Патріаршій семінарії в Бзоммарі та в Папському Григоріянському Університеті, 24 червня 1973 року висвячений на священника. У період душпастирського служіння був також секретарем Патріарха Ованнеса Бедроса XVIII Каспаряна. Від 1975 по 1989 рік був суддею в Церковному Трибуналі Вірменської Католицької Церкви, опісля до 2003 року душпастирював у США.
У 2005 році Рафаїл Франсуа Мінассян став Патріаршим Екзархом Єрусалиму та Аммана, а 24 червня 2011 року був призначений Ординарієм для католиків вірменського обряду в Східній Європі, отримавши від Святішого Отця титулярний осідок Кесарії Кападокійської і особистий титул архиєпископа. У червні 2016 року архиєпископ Рафаїл приймав Папу Франциска під час візиту до Вірменії.
23 вересня 2021 року Синод Вірменської Католицької Церкви, скликаний Папою Франциском у Римі, обрав Преосвященного Рафаїла Франсуа Мінассяна Патріархом Кілікії Вірменської Католицької Церкви.